# Hull Bay
Die Hull Bay ist eine etwa 40 km breite und vereiste Bucht an der Ruppert-Küste des westantarktischen Marie-Byrd-Lands. Der Hull-Gletscher mündet in diese Bucht zwischen dem Lynch Point und Kap Burks.
Entdeckt wurde sie bei der United States Antarctic Service Expedition (1939–1941). Benannt ist die Bucht gemeinsam mit dem gleichnamigen Gletscher nach dem US-amerikanischen Politiker und Friedensnobelpreisträger Cordell Hull (1871–1955), Außenminister der Vereinigten Staaten von 1933 bis 1944.